# Kanton Baugé
Baugé is een voormalig kanton van het Franse departement Maine-et-Loire. Het kanton maakte deel uit van het arrondissement Saumur. 
Op 1 januari 2013 fuseerden Clefs en Vaulandry tot de gemeente Clefs-Val d'Anjou en Baugé, Montpollin, Pontigné, Saint-Martin-d'Arcé en Le Vieil-Baugé tot de gemeente Baugé-en-Anjou. Hierdoor nam het aantal gemeenten in het kanton af van 15 tot 10. Op 22 maart 2015 werd het kanton opgeheven en gingen de gemeenten op in het kanton Beaufort-en-Vallée. Op 1 januari 2016 zijn de gemeenten van het voormalige kanton gefuseerd tot de huidige gemeente Baugé-en-Anjou.

## Gemeenten
Het kanton Baugé omvatte de volgende gemeenten:
- Baugé (hoofdplaats)
- Bocé
- Chartrené
- Cheviré-le-Rouge
- Clefs
- Cuon
- Échemiré
- Fougeré
- Le Guédeniau
- Montpollin
- Pontigné
- Saint-Martin-d'Arcé
- Saint-Quentin-lès-Beaurepaire
- Vaulandry
- Le Vieil-Baugé